# Мацко, Стефан
Стефан Мацко (пол. Stefan Macko; 28 августа 1899 — 17 апреля 1967) — польский эколог, доктор наук.

## Биография
Родился в селе Жабье Тарнавского уезда Краковского воеводства. Закончил Краковский университет, и защитив под руководством известного польского деятеля охраны природы В. Шафера диссертацию по рододендрона желтом, стал доктором философии.
С 1931 г. по 1940 г. преподавал в гимназии и лицее Луцка. В эти годы С. Мацко проявил себя как активный деятель охраны природы, его без преувеличения можно назвать пионером заповедного дела Волыни и Волынского Полесья (нынешней Ровгенской, Волынской и части Тернопольской областей). При его участии создается на Волыни первый заказник для рододендрона желтого, он — автор первого проекта сети заповедных ботанических объектов на Волыни, часть из которых — Вишневая гора, Божья гора — заповедны и сейчас. Учёный создает Волынское общество естественных наук, Волынский краеведческий музей, становится членом Польского Госсовета по охране природы от Волыни, публикует природоохранные статьи в прессе.
С 1940 по 1941 гг. ученый работает во Львовском отделении АН УССР.
Во время Второй мировой войны переехал в Польшу, с 1945 г. преподавал в звании профессора в Вроцлавском университете. Активно занимался природоохранной деятельностью, один из организаторов Карконоского национального парка в Польше.
Умер во Вроцлаве 17 апреля 1967 года.

## Публикации
- Macko W. W sprawi ochrony azalii pontyjskiej na Wolyniu // II Rocz. Pol. Tow. Dendrol. — Lwow, 1928.
- Macko W. Ochrona przyrody na Wolynie. — Wolyn, 1933. — 16 kwitnja, Luck.
- Macko W. Rezerwaty база отдыха lesne Ordynacij Olyckiej na Wolyniu // Ochrana przyrody. — 1935. — № 15. — S. 62-67.
- Macko W. O niektorch rzadszych gatunkach roslinnych na Wolynij // Kalendarz Ziem Wschognich, 1935.
- Macko W. Roslinnosc wzgorz krzemienieckich i postulaty jej ochrony // Kurier Literacko-Naukowy, 1936. — 14 pazd., Кrakow.
- Macko W. Roslinnosc projektowanych rezerwatow na Wolyniu // Ochrana przyrody. — 1937. — № 17. — S. 111-185.

## О нем
- Мельник В.I., Кудрик В.  Стефан Мацко как исследователь природы Волыни // Большая Волынь: прошлое и будущее. — Житомир, 1993. — С. 109-111.
- Szafer Stefan W. Macko // Chronmy przyrode ojczysta. — 1968. — № 2. — S. 43-45.
- Krawiecowa A. Macko Stefan. // Polski Slovnik biograficzny. — Вроцлав-Варшава-Краков-Гданьск, 1974. — Т. 80. — S. 94-95.